# Under fuld bedøvelse
Under fuld bedøvelse er en kriminalroman fra 2005 skrevet af Gretelise Holm.
Bogen følger journalisten Karin Sommer, som forfatteren har brugt i flere af sine tidligere romaner.
Nogen vil betale fire millioner kroner for at få dræbt Karin Sommer, og selv den hårdkogte lejemorder undrer sig over, hvordan en midaldrende, ukendt provinsjournalists død kan være så meget værd.
Flere må lade livet, da lejemorderen for alvor tager fat.